# Zakázané město
Zakázané město (čínsky v českém přepisu C’-ťin-čcheng, pchin-jinem Zǐjìnchéng, znaky 紫禁城, doslova „Purpurové zakázané město“) je komplex budov vybudovaných v Pekingu v nitru Vnitřního města během vlády dynastie Ming. Celkem bylo na území Zakázaného města vystavěno kolem 800 budov a spolu s rozlehlými zahradami tvoří uzavřený celek o rozloze 720 000 m2; je obehnáno 8,5 m širokou zdí a 52 m širokým vodním příkopem. Většina budov postavených za říše Ming byla zničena a v období říše Čching byla znovu vybudována.
Komplex je od roku 1925 přeměněn v muzeum, jehož název je Palácové muzeum (čínsky v českém přepisu Ku-kung po-wu-jüan, pchin-jinem Gùgōng Bówùyuàn, znaky zjednodušené 故宫博物院, tradiční 故宮博物院). Roku 1987 bylo zapsáno na seznam světového dědictví UNESCO. V Číně je obecně známo jako Bývalý palác (čínsky v českém přepisu Ku-kung, pchin-jinem Gùgōng, znaky zjednodušené 故宫, tradiční 故宮)

## Historie

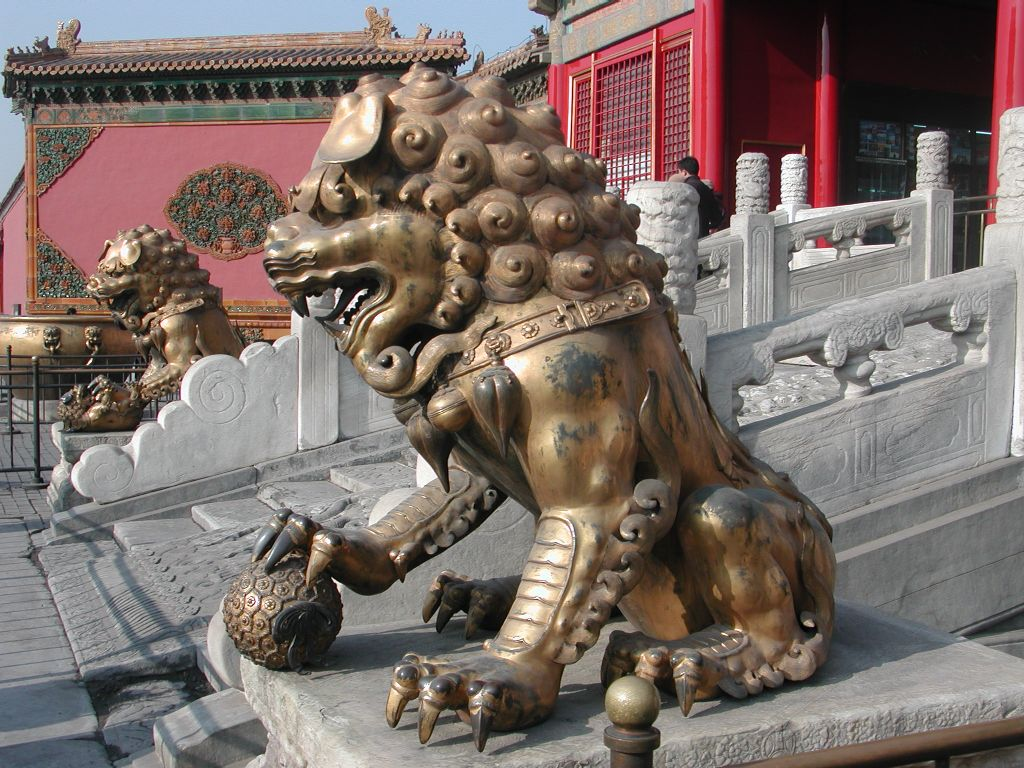
Lvi střežící vstup do Paláce Nebeské čistoty

Bylo sídlem císařů od počátku 15. století, kdy jej císař Jung-le nechal postavit; většina dochovaných budov však pochází až z 18. století. Reprezentovalo vzdáleného a nedotknutelného čínského císaře. Směl se tu zdržovat jen císař s doprovodem, ostatním smrtelníkům sem byl vstup pod hrozbou smrti přísně zakázán po dobu pěti set let. Město bylo domovem 24 císařů dvou dynastií – Ming a Čching.
Výstavbu zahájil císař Jung-le roku 1406, trvala 14 let a vyžádala si práci více než miliónu dělníků. Náklady byly nesmírné. Město má obdélný půdorys a za jeho 12,5 m vysokými zdmi není jediná budova, jak bylo zvykem na Západě, ale soubor vícero síní, paláců a chrámů propojených průchody a chodbami. Podle legendy je v komplexu 9 999 místností. Vzhledem k tomu, že město bylo postaveno ze dřeva, neustále mu hrozil požár. V 17. století jej zapálili Mandžuové, kteří několik let předtím založili říši Čching. Po staletích jej vyplenili Japonci, a stejně se zachoval i Kuomintang – čínští nacionalisté, kteří v roce 1949 uprchli na Tchaj-wan. Během opojení Kulturní revolucí pak byl celý komplex málem rozmetán.
Do roku 1911 bylo Zakázané město nedostupné. Teprve po pádu dynastie bylo zpřístupněno obyčejným lidem. V roce 1987 bylo zapsáno na Seznam světového dědictví UNESCO jako největší a nejzachovalejší palácový komplex na světě.

## Stavby a struktura komplexu

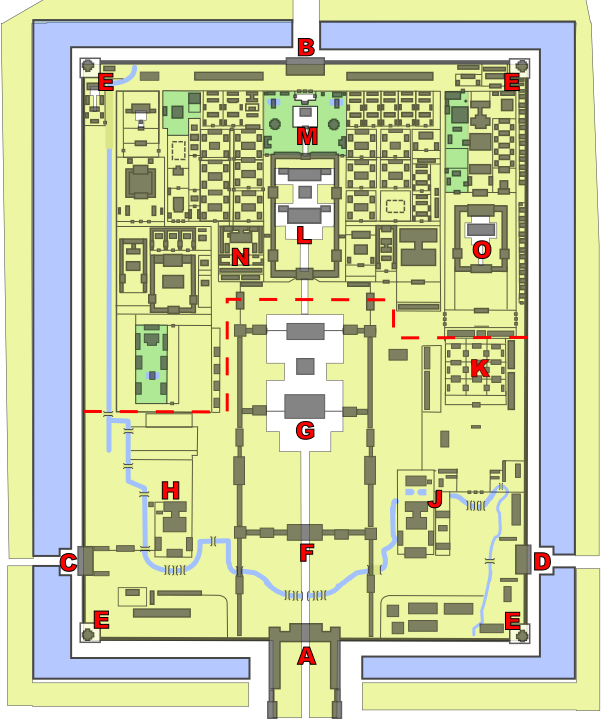
Plán Zakázaného města
----
- – - Přibližná hranice mezi vnitřní (severněji od linie) a vnější (jižně od linie) částí.
----

Zakázané město má obdélný tvar, s 961 metry délky v severojižním směru a 753 metry šířky od západu k východu. Je obehnáno 8,5 m širokou a 7,9 m vysokou hradbou a 52 m širokým a 6 m hlubokým vodním příkopem.
Jelikož tradiční čínská architektura pracuje spíše s horizontálními než vertikálními liniemi, budovy Zakázaného města jsou sice nevysoké, ale prostor kolem nich doslova bere dech.
Do města se vchází na severní straně náměstí Nebeského klidu (Tchien-an-men kuan-čchang) pěším podchodem pod ulicí a pak Bránou Nebeského klidu (Tchien-an-men). Na této bráně je velký portrét Mao Ce-tunga. Nalevo od něj je bílými znaky napsáno „Ať žije Čínská lidová republika“, napravo pak „Ať žije spojený lid celého světa“. Právě tady na tribuně Mao Ce-tung vyhlásil 1. října 1949 Čínskou lidovou republiku. Také se odsud předčítaly svitky s císařskými edikty.
Za bránou následuje nádvoří, po jehož levé straně se nachází park Čung-šan a po pravé straně Palác kultury pracujícího lidu, původně zde však stával Chrám předků. Uprostřed nádvoří se nachází Vysoká brána (Tuan-men).
Teprve za ní je samotný vstup do Zakázaného města – Poledníková Brána (Wu-men), u níž začínají jak vodní příkop, tak hradby, a která z jihu uzavírá první nádvoří, jehož středem protéká potůček, přes který se klene pětice mramorových mostů. Ze severu toto nádvoří uzavírá Brána Nejvyšší harmonie (Tchaj-che-men). Nalevo od ní je Síň Válečnické udatnosti (Wu-jing-tien), napravo pak Síně Literární slávy (Wen-chua-tien) – bývalá císařská knihovna.
Následuje rozlehlé hlavní nádvoří na jehož severním konci stojí trojice síní Harmonie. Každá z nich měla předepsaný rituální účel.
Síň Nejvyšší harmonie (Tchaj-che-tien) je ze všech tří síní největší a nejstarší. Probíhaly v ní oslavy Nového roku, korunovace císařů i jejich narozeniny. Stojí na třípodlažním mramorovém podstavci a vede k ní trojice schodišť, přičemž to prostřední, hlavní bylo určeno pouze pro císaře. Následuje ji Síň Dokonalé harmonie (Čung-che-ien), která je ze všech nejmenší. Zde se slavil nový zemědělský rok a císař se zde připravoval na ceremonie konané v předchozí síni. Poslední je Síň Zachování harmonie (Pao-che-tien) kde byli přijímáni zahraniční vyslanci.
Tím končí vnější, obřadní, část města. Vnitřní, soukromou, část od té obřadní odděluje Brána Nebeské čistoty (Čchien-čching-men). Vstoupit do této části měli povoleno pouze eunuchové a císařovi příbuzní.
První budovou vnitřní části je Palác Nebeské čistoty (Čchien-čching-kung), který sloužil jako císařova ložnice. Následuje nevelká Síň Jednoty (Ťiao-tchaj-tien) kde spávaly císařovny, také se zde uchovávalo 25 císařských pečetí. Vše zakončuje Palác Pozemského pokoje (Kchun-ning-kung) a Brána Pozemského pokoje (Kchun-ning-men), která vede do Císařské zahrady (Jü-chua-jüan).
Za ní je pak severní vstup či též východ do/z města – Brána Božské moci (Šen-wu-men) za níž se nachází park Ťing-šan.